# Tmesisternus mucronatus
Tmesisternus mucronatus là một loài bọ cánh cứng trong họ Cerambycidae.